# Songtan (métro de Séoul)
Songtan (hangeul : 송탄 ; hanja : 松炭) est une station de passage de la ligne 1 du métro de Séoul. Elle est située au 43 Songtangongwon-ro, dans le quartier Sinjang-dong de la ville Pyeongtaek-si, dans la province Gyeonggi-do, au sud-ouest de la ville de Séoul en Corée du Sud.
La gare d'origine ouvre en 1952 et la station du métro en 2005. La station est desservie par les rames d'un service omnibus de la ligne 1.

## Situation sur le réseau

Plan du réseau (2023)

Établie en surface, la station Songtan est une station de passage de la ligne 1 (branche Guro-Sinchang) du métro de Séoul, elle est située : entre la station Jinwi, en direction du terminus nord-est Yeoncheon, et la station Seojeongni, en direction du terminus sud-ouest Sinchang.

## Histoire

### Gare ferroviaire
la gare Songtan est mise en service le 1er octobre 1952,, sur la ligne Gyeongbu pour gérer la commutation de voie pour les embranchements menant à la base aérienne d'Osan. Après la Guerre de Crimée, la gare est rénovée en 1955.
Elle est renommée Jeokbong Signal Hall le 1er mars 1970, puis de nouveau Songtan le 1er mars 1970 lors de son évolution en gare ordinaire,. La suspension de la manutention du fret et des colis intervient le 19 mars de cette même année. Déclassée en simple station en 2000, son service voyageurs est suspendu en 2000, du fait de la réorganisation de la ligne et de la gare pour l'arrivée du métro,.

### Station de métro
La station de métro Songtan est mise en service le 20 janvier 2005, lors du prolongement du réaménagement à deux voies électrifiées de la ligne Gyeongbu, de Byeongjeom à Cheonan, pour les services de la ligne 1 du métro de Séoul,.

## Services aux voyageurs

### Accès et accueil
La station est établie au 43 Songtangongwon-ro, dans le quartier Sinjang-dong. Elle dispose de cinq bouches, numérotées de 1 à 5. Établies au sud de la station : la bouche n°1 est située sur la Songtan 1-ro ; la bouche n°2 est située au croisement entre la Songtan 1-ro et la Songtangongwon-ro ; la bouche n°3 donne sur l'espace devant la station ; les bouches no4 et n°5 sur le parking desservi par la Tanhyeon 1-ro.

### Desserte
Songtan : est desservie par les rames de service omnibus de la ligne 1.

Installations et desserte
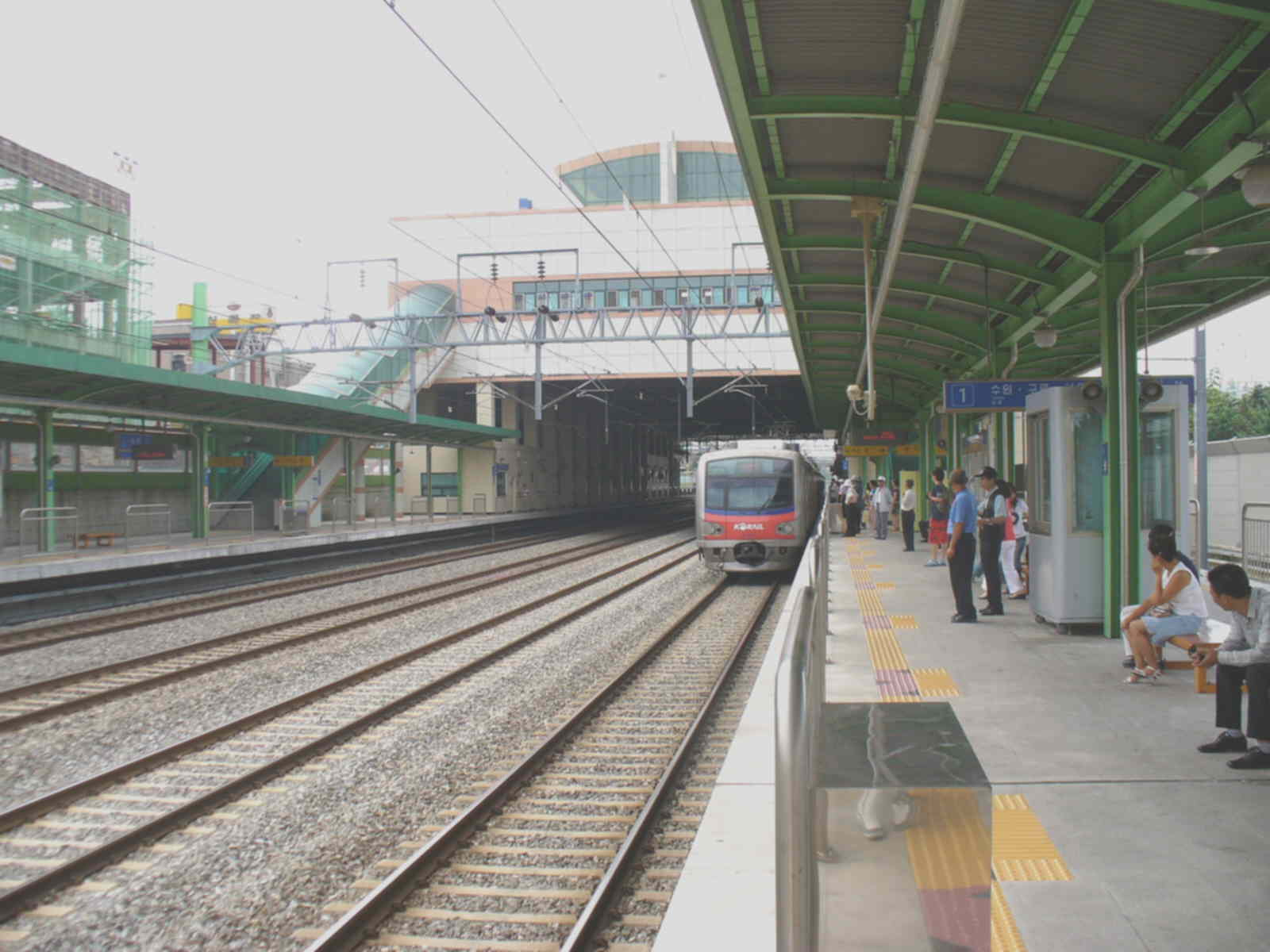
En 2005.
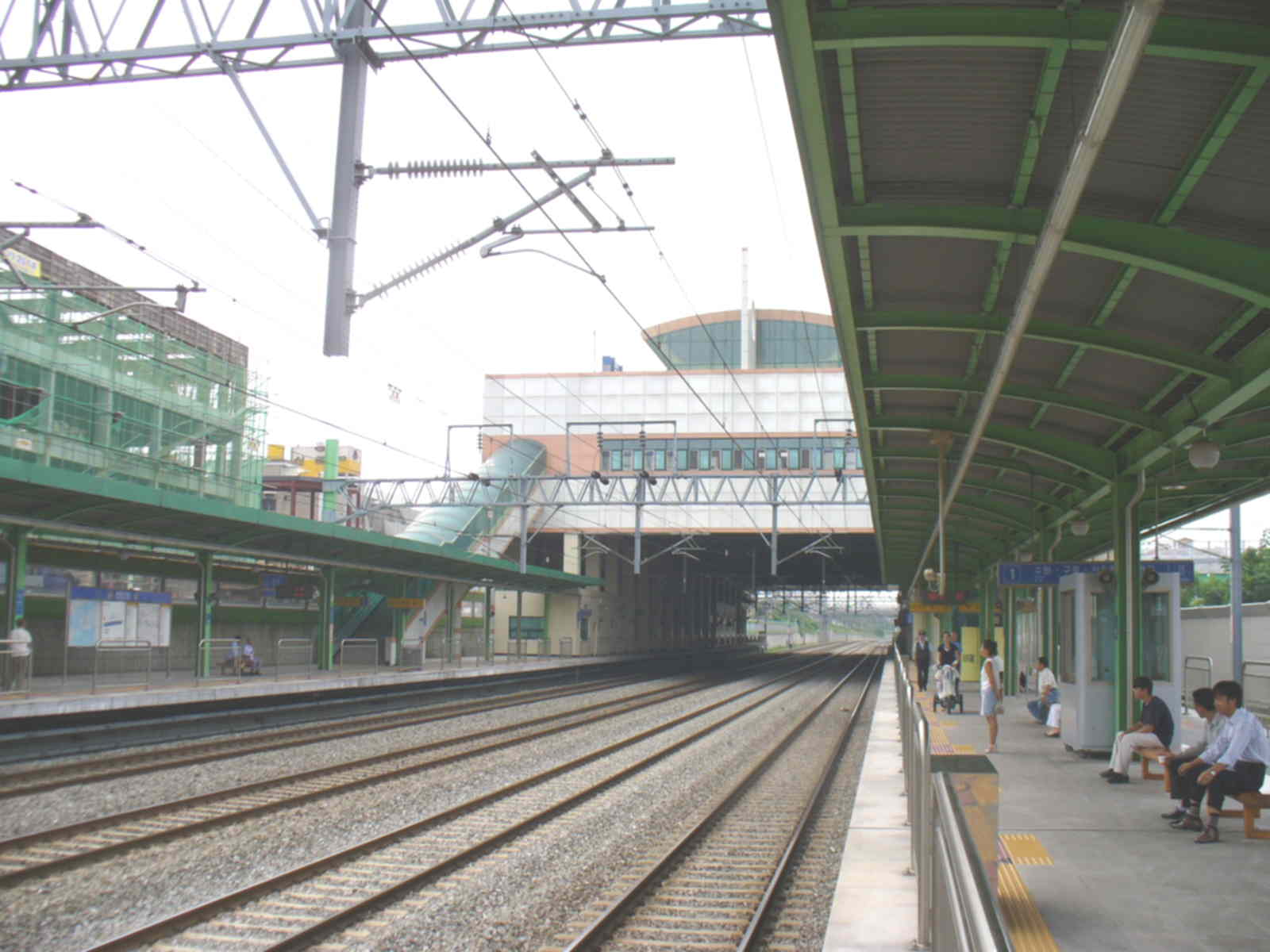
En 2007.
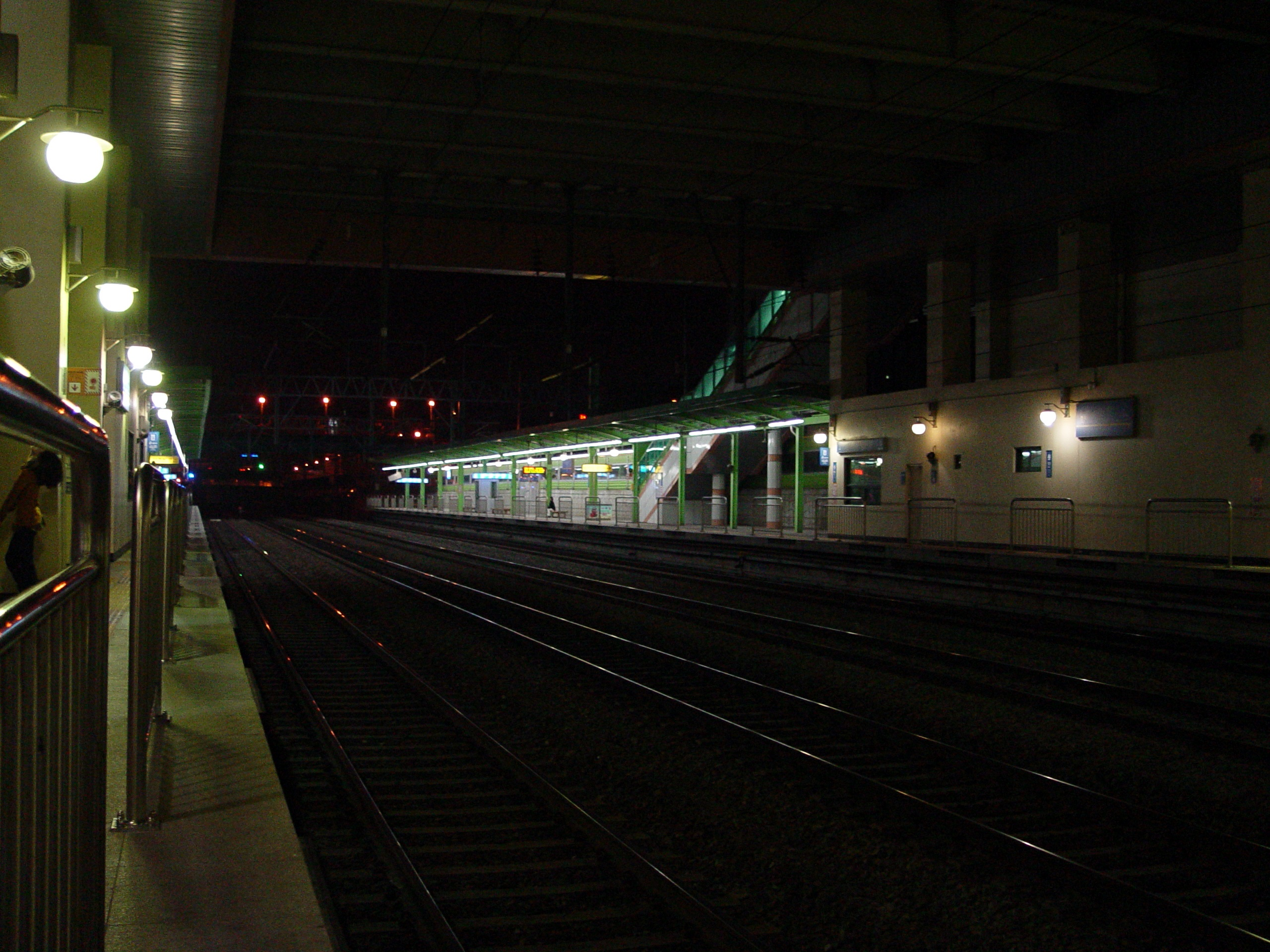
En 2008.

### Intermodalité
Des arrêts de bus sont situés à proximité des bouches.

## À proximité
La station dessert notamment la base aérienne d'Osan et le quartier commerçant de style occidental communément appelé Main Gate situés à environ 1,2 km.